# Ernstburg

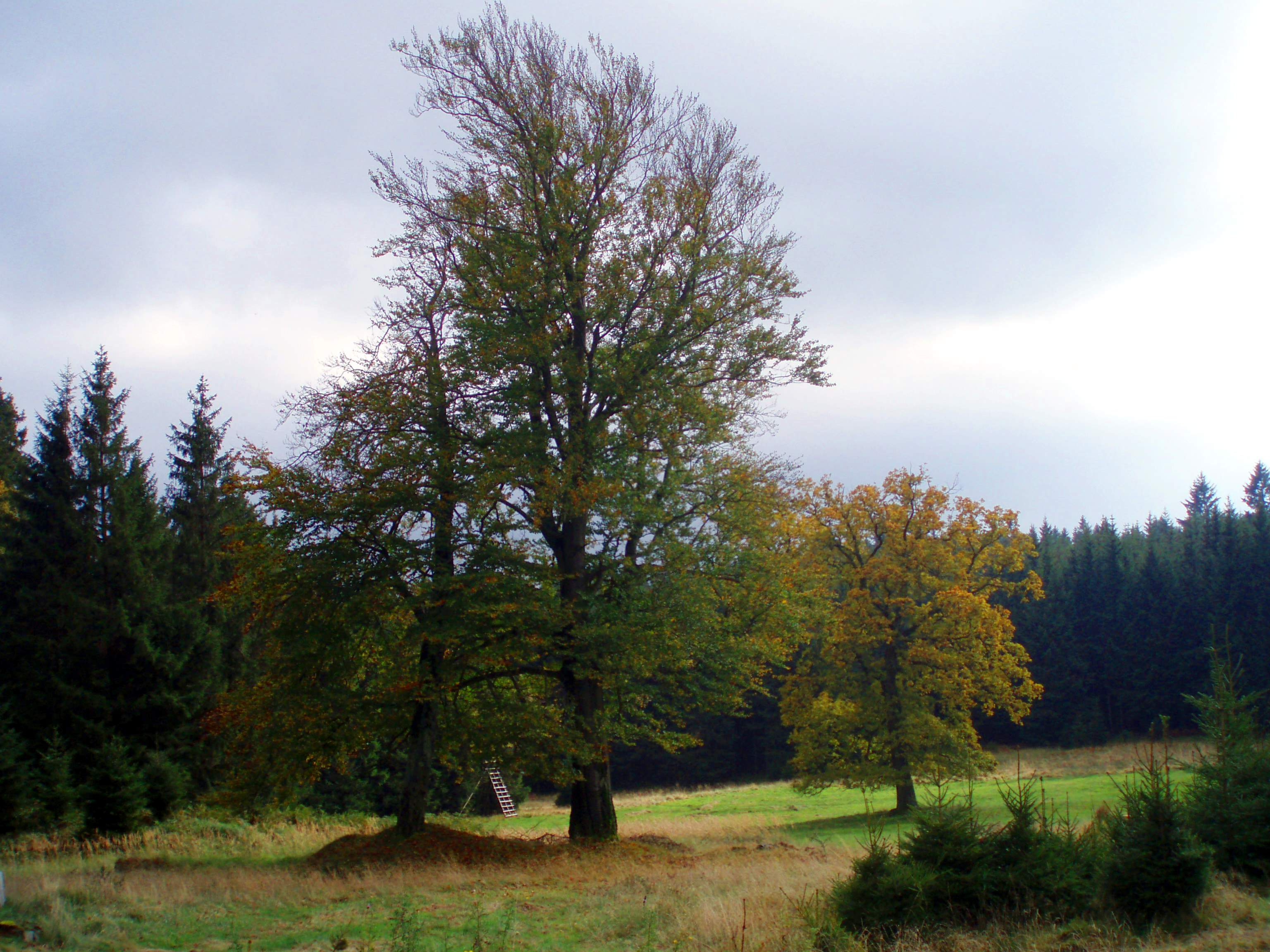
Einstiger Standort der Ernstburg

Die Ernstburg war ein gräflich-stolbergisches Jagdhaus auf dem Sandtalskopf im Ilsenburger Forst, westlich oberhalb des Ilsetales. Ähnlich der heute noch vorhandenen Plessenburg diente es für Jagdzwecke den Grafen zu Stolberg-Wernigerode. Es wurde im 18. Jahrhundert errichtet und erhielt seinen Namen zu Ehren des Domdechanten Ernst Ludwig Christoph von Spiegel in Halberstadt. Wegen Baufälligkeit wurde das Gebäude im 19. Jahrhundert abgetragen.
Koordinaten: 51° 50′ 56″ N, 10° 37′ 23″ O